# Iso Suukari
Iso Suukari är en ö i Finland. Den ligger i Bottenhavet och i kommunen Euraåminne (tidigare Luvia) i den ekonomiska regionen  Björneborgs ekonomiska region i landskapet Satakunta, i den sydvästra delen av landet. Ön ligger omkring 21 kilometer väster om Björneborg och omkring 230 kilometer nordväst om Helsingfors.
Öns area är 1,6 hektar och dess största längd är 160 meter i sydöst-nordvästlig riktning.